# Ipatele
Ipatele là một xã thuộc hạt Iași, România. Dân số thời điểm năm 2002 là 2093 người.